# Criccieth
Criccieth is een plaats in het Welshe graafschap Gwynedd.

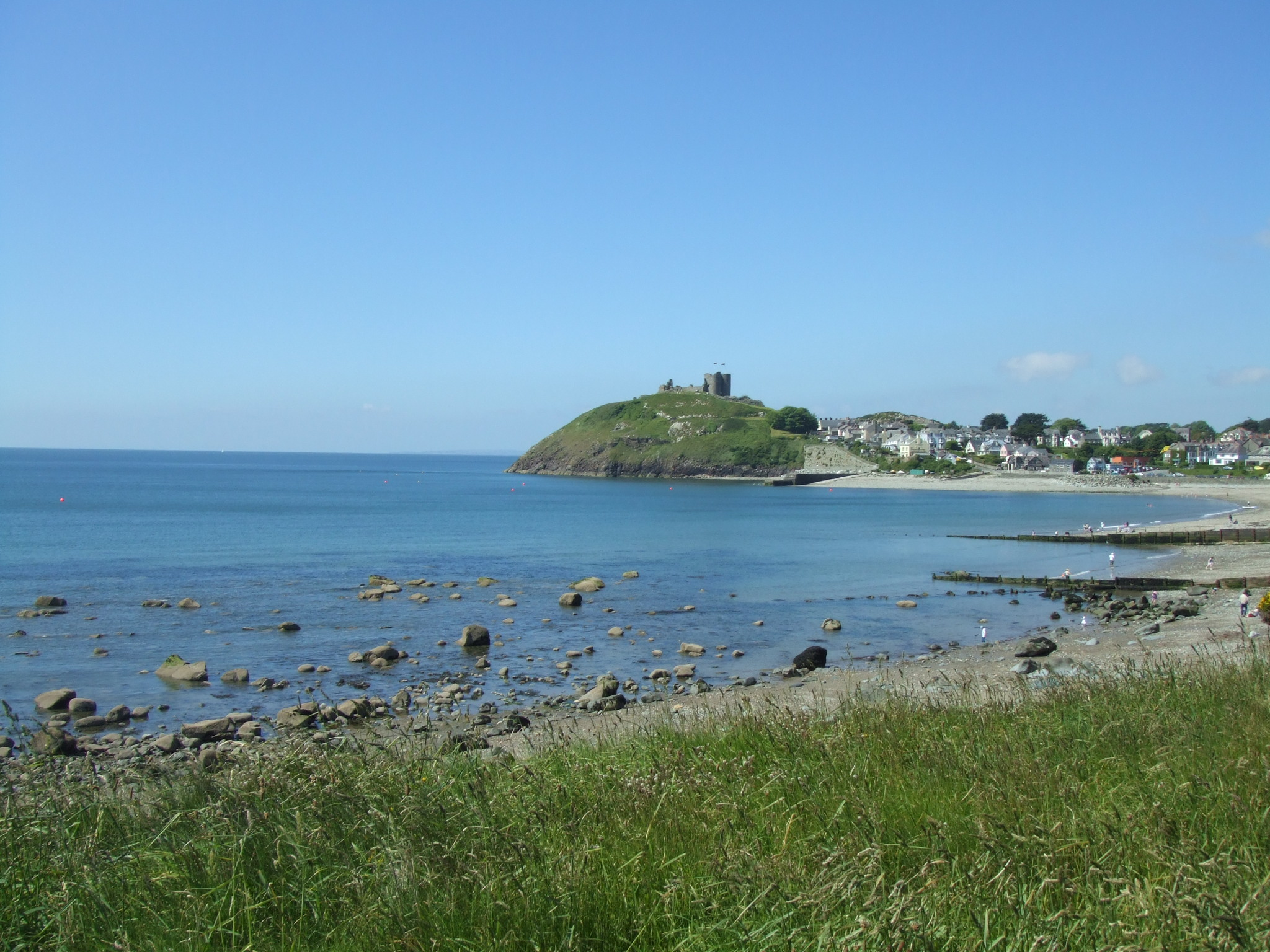
Gezicht op Criccieth en het kasteel

Criccieth telt 1826 inwoners.